# Venezillo gordoniensis
Venezillo gordoniensis är en kräftdjursart som först beskrevs av Barnard 1932.  Venezillo gordoniensis ingår i släktet Venezillo och familjen Armadillidae. Inga underarter finns listade i Catalogue of Life.